# Admontia delicatula
Admontia delicatula är en tvåvingeart som först beskrevs av Louis-Paul Mesnil 1963.  Admontia delicatula ingår i släktet Admontia och familjen parasitflugor. Inga underarter finns listade i Catalogue of Life.